# Phyllis Newman
Phyllis Newman (Jersey City, New Jersey, 1933. március 19. – New York, 2019. szeptember 15.) Tony-díjas amerikai színésznő, énekesnő.

## Filmszerepei
Mozifilmek
- Let's Rock (1958)
- The Naked Witch (1967)
- Bye Bye Braverman (1968)
- To Find a Man (1972)
- A Secret Space (1977)
- Próbababa (Mannequin) (1987)
- Saying Kaddish (1991)
- Only You – Csak veled (Only You) (1994)
- A szépész és a szörnyeteg (The Beautician and the Beast) (1997)
- Drágább a gyöngyöknél (Price Above Rubies) (1998)
- Hal a fürdőkádban (A Fish in the Bathtub) (1998)
- Just for the Time Being (2000)
- Szerelem a négyzeten (It Had to Be You) (2000)
- Szégyenfolt (The Human Stain) (2003)

Tv-sorozatok
- The Big Story (1957, egy epizódban)
- Decoy (1957–1958, két epizódban)
- Diagnosis: Unknown (1960, kilenc epizódban)
- Mr. Broadway (1964, egy epizódban)
- The Man from U.N.C.L.E. (1965, egy epizódban)
- Burke's Law (1965, egy epizódban)
- The Wild Wild West (1966, egy epizódban)
- One Life to Live (1968, egy epizódban)
- Quincy M.E. (1976, egy epizódban)
- Visions (1977, egy epizódban)
- The Equalizer (1986, egy epizódban)
- Coming of Age (1988–1989, 15 epizódban)
- Thirtysomething (1989–1990, három epizódban)
- Gyilkos sorok (Murder, She Wrote) (1991, egy epizódban)
- 100 Centre Street (2001–2002, 15 epizódban)
- The Jury (2004, egy epizódban)